# Shun Ito
Shun Ito (født 29. oktober 1987) er en japansk fodboldspiller, som spiller for den japanske fodboldklub Roasso Kumamoto.